# Sombr
Shane Michael Boose dit Sombr, né le 5 juillet 2005 à New York, est un chanteur, auteur-compositeur et producteur américain.

## Biographie

### Jeunesse et formation
Né à New York, il grandit dans le Lower East Side. Il fréquente le lycée LaGuardia en spécialité chant, mais arrête pendant sa troisième année en juin 2022.

### Carrière
En 2025, Back to Friends et Undressed deviennent viraux sur TikTok et deviennent des hits qui font leurs débuts dans plusieurs classements musicaux à travers le monde, y compris le Billboard Hot 100.
Le 28 mars 2025, il dépasse les 10 millions d’auditeurs mensuels actifs sur Spotify. Il annonce sa première tournée solo, qui couvre l’Amérique du Nord, l’Europe, l’Australie et la Nouvelle-Zélande.
Le 20 mai 2025, il fait ses débuts à la télévision dans l’émission The Tonight Show Starring Jimmy Fallon, où il interprète sa chanson.